# Bór Wielki
Bór Wielki, dawniej Bór Wilkowski – część wsi Meszna w Polsce, położona w województwie śląskim, w powiecie bielskim, w gminie Wilkowice. Leży na wschód od centrum wsi, w okolicy ulicy Borowej.
Dawniej samodzielna wieś i gmina jednostkowa w powiecie bialskim, od 1920 w województwie krakowskim. W 1921 roku liczył 188 mieszkańców. Następnie połączony z Borem Łodygowskim w gminę jednostkową o nazwie Bory, którą 23 grudnia 1924 włączono do gminy jednostkowej Meszna